# 墨西哥先驅報
墨西哥先驅報（El Heraldo de México）是一份在墨西哥城出版的墨西哥全国性日报。该报創刊于1965年11月9日 ，一度於2003年暫停出版，之後又于2017年5月2日重新发行。